# Intourist

Logo

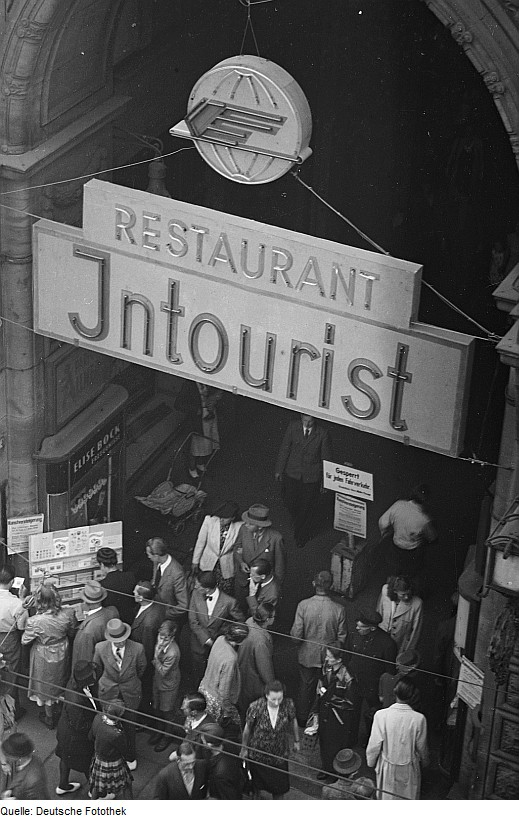
Eingang zum Intourist-Restaurant in Leipzig (1948)

Die Firma Intourist (russisch Интурист, von inostranny turist, dt.: ausländischer Tourist) ist die ehemals staatliche Monopol-Reiseagentur für den Auslandsfremdenverkehr, die 1929 in der Sowjetunion gegründet wurde. Die Aktiengesellschaft wurde seit November 2010 zu einer Hälfte durch den russischen Mischkonzern Sistema und zur anderen Hälfte durch den britisch-deutschen Tourismuskonzern Thomas Cook Group betrieben, wobei die Thomas Cook Group 50,1 % der Anteile hielt. Seit 2019 gehört Intourist zur ANEX Tour.

## Geschichte

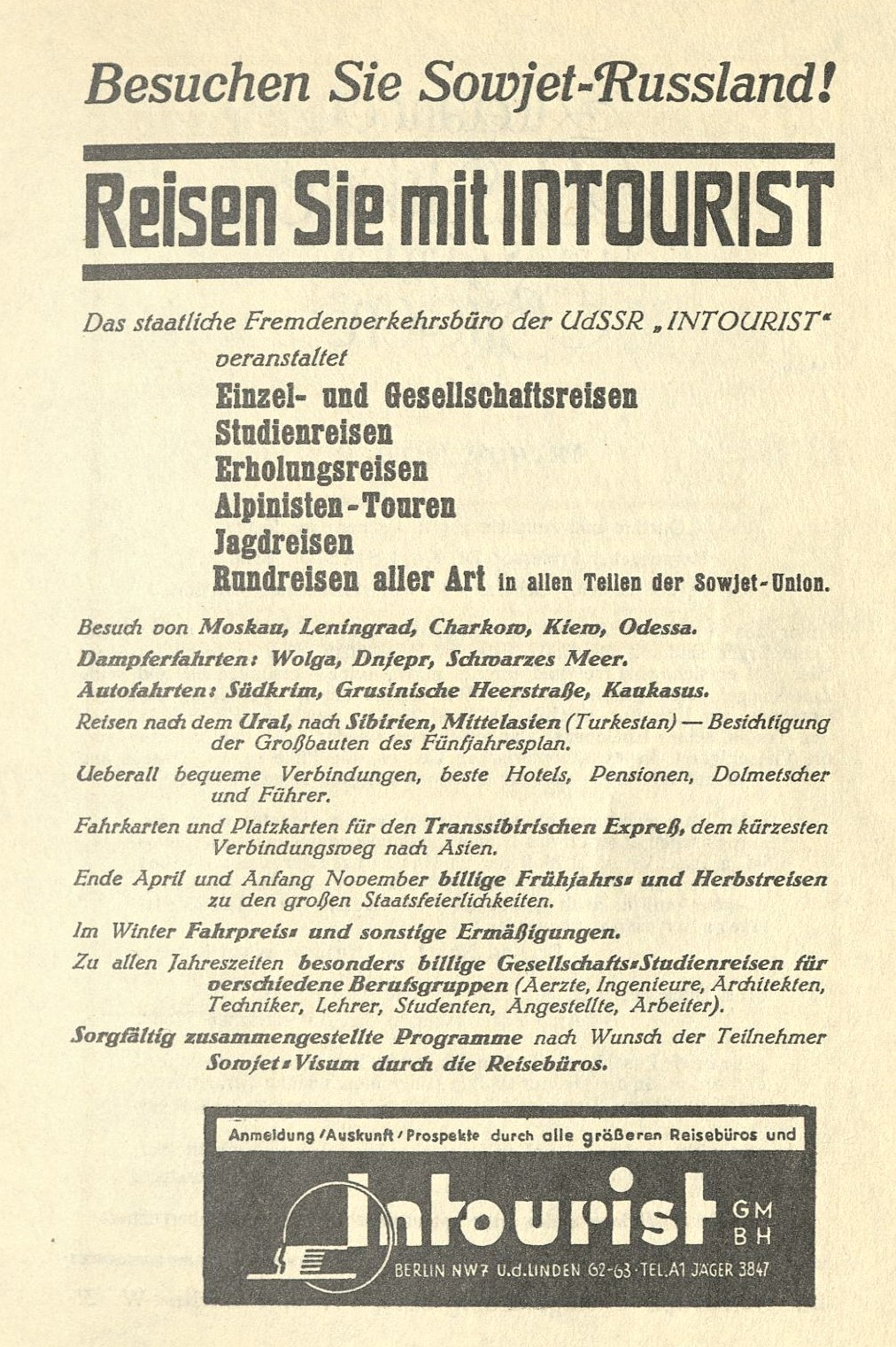
Anzeige (1933)

Über die staatliche Monopol-Reiseagentur für den Auslandsfremdenverkehr wurden in der Sowjetunion nicht nur die Reisen ausländischer Touristen in die UdSSR abgewickelt, sondern auch die meisten Auslandsreisen sowjetischer Touristen, die ab dem 23. Februar 1967 ohne Visum Rumänien, Bulgarien, Ungarn, die ČSSR und die DDR besuchen konnten. Dies wurde damals offiziell von Intourist bekanntgegeben. Durch Mitarbeiter von Intourist wurden auch in sowjetischen Kurorten weilende Erholungssuchende aus der DDR betreut.
In der DDR war Intourist aufgrund des Besatzungsrechtes Eigentümer und Betreiber vieler Hotels und Gaststätten, bspw. in Dresden (Schloss Wachwitz von 1947 bis 1949 und Schloss Albrechtsberg ab 1948) oder Leipzig (Haus Antifa von 1946 bis 1953 und Hotel International ab 1949), die aber 1951 fast alle an den staatlichen Betrieb HO der DDR übergeben oder verkauft wurden. Das Berliner Hotel Newa in der Invalidenstraße 115 wurde dagegen noch bis in die 1970er-Jahre von Intourist betrieben.
In Ost-Berlin erhielt das Unternehmen 1974 an der Straße Unter den Linden Ecke Glinkastraße einen größeren Bürokomplex in einem Neubau.
Außerdem war Intourist Eigentümer und Verwalter von Ferienanlagen, Reisebussen, sie pflegte Wanderwege und gab Abzeichen heraus.
Intourist betreibt neben 144 Reisebüros viele Hotels, die meist nur „Hotel Intourist“ heißen, unter anderen das Hotel Peking in Moskau. Die Firma ist als Aktiengesellschaft organisiert. Hauptanteilseigner war zunächst der russische Mischkonzern Sistema. Die Thomas Cook Group erklärte am 25. November 2010, sie werde für bis zu 45 Millionen Dollar 50,1 Prozent des Veranstaltergeschäftes von Intourist übernehmen. In den nächsten Jahren übernahm die Firma Intourist vollständig.
Nach der Insolvenz der Thoms Cook Gruppe im Jahr 2019 wurde Intourist noch im gleichen Jahr von dem russischen Reiseanbieter ANEX Tour gekauft.